# Svend Sandgreen

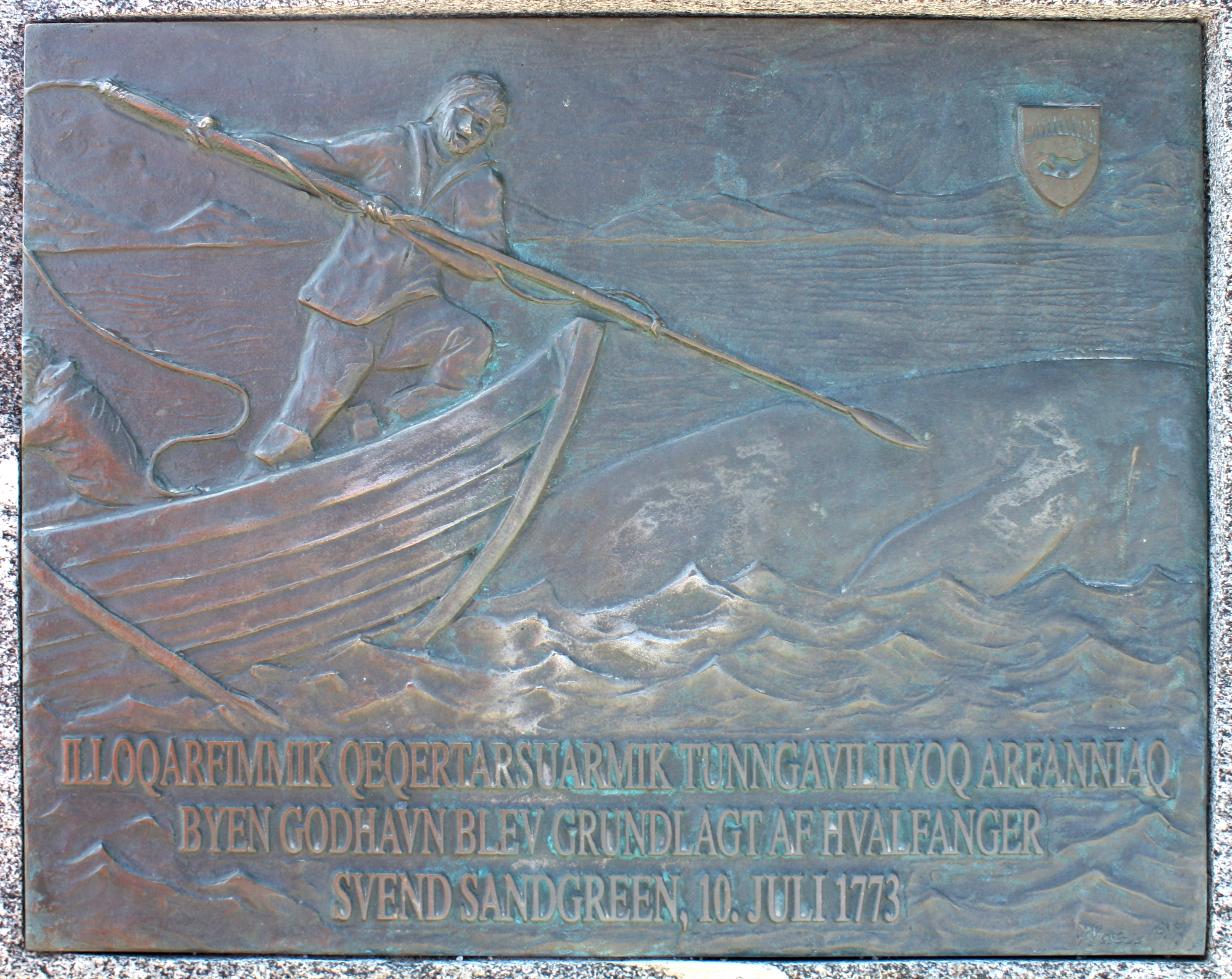
Minnestavla över Svend Sandgreen i Qeqertarsuaq.

Svend Sandgreen, född 1734 i Sverige, död 18 februari 1793 i Köpenhamn, var en dansk valfångare och köpman, känd för att ha grundat staden Qeqertarsuaq, Disko, Grönland 1773. 
År 1759 kom han till Grönland. Mellan 1759 och 1764 var han betjänt i Sisimiut, och mellan 1764 och 1773 var han handels- och valfångarassistent i samma stad. År 1773 grundade han staden Qeqertarsuaq, där han arbetade som valfångarassistent samt agerade som överassistent. Den 12 april 1783 utnämndes han till köpman, och blev efter eget önskemål avsatt från chefsposten över staden den 28 juli samma år. Han gick i pension den 13 november 1788 och bosatte sig i Danmark, där han avled 1793. 
År 1764 gifte han sig med grönländskan Karen, född 1735 och död 1783. Med henne fick han barnen Birgithe Charlotte Sandgreen, Asarpane Andres Sandgreen, Lucie, Inger, og Else Petersdatter och Jens Sandgreen som dog som barn samt Kajuinna Christine Marie Sandgreen.
För sin valjakt fick han två medaljer och en kunglig hedersgåva i form av en kaffekanna.